# Адельсон-Вельський Георгій Максимович
Георгій Максимович Адельсон-Вельський (івр.גאורגי אדלסון-ולסקי.рос. Гео́ргий Макси́мович Адельсо́н-Ве́льский;8 січня 1922, Самара, РСФСР,СРСР — 26 квітня 2014, Ашдод, Ізраїль) — радянський математик, вчений у сфері інформатики.

## Біографія
Закінчив МДУ і аспірантуру там же у 1948. Учень А. Н. Колмогорова. Відвідував міждисциплінарний семінар І. М. Гельфанда. Кандидат фізико-математичних наук, тема дисертації «Спектральний аналіз кільця граничних лінійних операторів». Викладав у Далекосхідному державному університеті шляхів сполучення. Через три роки повернувся в Москву.
Публично виступав на захист О. С. Єсенін-Вольпіна.

## Наукові досягнення
Разом з Євгеном Ландіс в 1962 винайшов структуру даних, яка отримала назву АВЛ-дерево.
З 1957 займався проблемами штучного інтелекту, у 1965 керував розробкою комп'ютерної шахової програми в Інституті теоретичної і експериментальної фізики, яка виграла у американської програми Kotok-McCarthy на першому шаховому матчі між комп'ютерними програмами; згодом на її основі була створена програма Каїсса у 1974, яка стала першим комп'ютерним чемпіоном світу з шахів на чемпіонаті у Стокгольмі.

## Сім'я
- Батько — Максим Григорович Адельсон-Вельський, співробітник комісаріату робітничо-селянської інспекції РСФСР.
- Дружина — Алла Семівна Адельсон-Вельська.
  - Дочка — Марія Георгіївна Адельсон-Вельська (народ. 1957), музикант.

## Книги
- Адельсон-Вельский Г.М., Арлазаров В.Л., Битман А.Р., Донской М.В.. Машина играет в шахматы. — М., 1983.
- Кузнецов О.П., Адельсон-Вельский Г.М.. Дискретная математика для инженера. — 2-ге вид., перероб. і доп. — М., 1988.

## Згадки
- Фомин С. В., Шилов Г. Е. (ред.) Математика в СССР 1958–1967. — Москва: Наука, 1969. — Т. 2. Библиография, Ч. 1, С. 15.(рос.)
- Филин А. П. Очерки об ученых-механиках. — Москва: «ИД Стратегия», 2007. — С. 652–659.(рос.)